# アベラム族

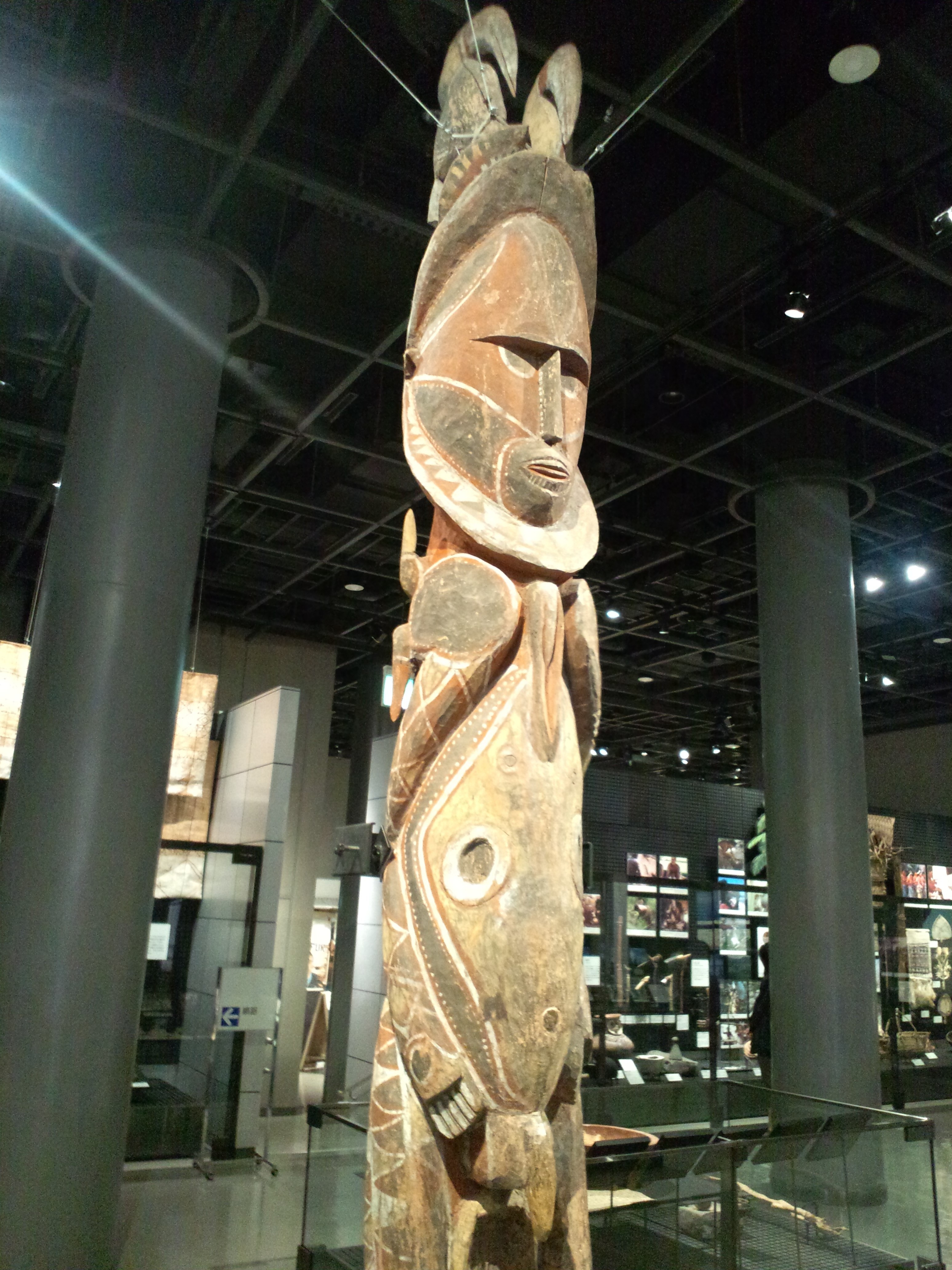
アベラム族・祖先霊の彫刻（国立民族学博物館・大阪府吹田市）

アベラム族（アベラムぞく、Abelam）は、パプアニューギニアに住む少数民族。彫り物細工と絵が有名である。

## 居住地
ニューギニア北部のセピック川流域（35km程度）の低丘陵地帯と平地に、小さな集落を構成して暮らしている。アベラム圏南西部の村は人口密度が高く1km2あたり77人が住んでいる。
北部の地勢は南西部より起伏に富む。
植民地支配を受けるまでは、政治的にかなり独立した存在であった。

## 生活
ヤムイモを主とする根菜類を栽培し、ブタを飼育している。ヤムイモはアベラム族の主食である。彼らは少なくとも100種類のヤムイモの違いを見分け、その中から土地の性質に合わせて適切な種類をたくみに選び、改良・栽培する。川沿いの平地は肥沃であっても大水に襲われ地下水水位も高いため、ヤムイモ栽培にとって悪条件であったが、非常に大きな塊茎を持ち水に強い品種を作り出して克服した。
村の儀式、行事は村人の集会の決定に従って運営される。集会には誰でも参加できるが、たいがい雄弁な男の言うままになる。村が行う大切な行事は「ビッグマン」（指導者）と呼ばれる男たちが取り仕切るのが普通である。

## 宗教
ヤムイモ収穫時には大掛かりな儀礼生活を営む。儀礼はヤムイモ信仰が中心。

### ヤムイモ儀礼について
北部に住むアベラム族は、男根崇拝信仰の焦点となる「ワピ」と呼ばれる細くて長いヤムイモを栽培しており、男たちは収穫高を上げることに熱中している。ワピは3.6m近い長さの塊茎が記録されているが、一般には調子が良くて2.7m、平均すると1.8m程度である。この長いヤムイモを育てるにはさまざまなタブーを守り、儀礼を営まなければならない。
ヤムイモを育てるどの男たちも、それまでの性の交わりの汚れを洗い清め、植え付けから収穫までの約6ヶ月間、決して性交せずに肉を食べ続ける。育てる特別な畑にはタブーを守る男たちだけしか入れず、ヤムイモをより優れたものに育てるための呪術を何度も繰り返す。畑の中に立てられた小さな小屋でも、いろいろな儀式を営む。呪術に関係する聖物には、先祖の頭蓋骨、自然の霊を表す長い石、部族の精霊を表す彫り物がある。
ヤムイモを収穫すると、どの男もその中で一番立派な塊茎を選び、仮面やいろいろな飾りで飾って、あたかもそこに精霊が宿っているような姿に仕上げる。それから村の威信と各個人の威信を高めることを目的として開かれる盛大な収穫祭で陳列し、人々に見て貰うのである。
自ら育てたヤムイモは、自分で食べたり使ったりしてはならず、全部他人にやってしまわなければならない。男たちは2人ずつ組になって互いに交換相手となり、交換したヤムイモの長さをめいめい手持ちの板に割符にして刻みつけ、何年も記録として残しておく。競争は激烈であり、何年間も交換相手に負け続けると、村人に対しても外部に対しても面目を失って顔向けできなくなってしまう。このようにヤムイモ儀礼は男たちの競争心を刺激し、それが栽培の技術を大きく向上させ、向上した技術が代々確実に伝わることに役立っているのである。
定期的な交換とは別に、アベラム族は人を責めるときにもヤムイモを渡して意思表示をする。例えば、妻の不貞を疑う夫は目星をつけた男にヤムイモを渡し、「人妻に手を出すほど性にかまけている男に立派なヤムイモを育てられるはずがない、恥を知れ」と罵る。

### 初潮の儀式について
女だけに重要な意義を持つ儀礼の一つに、初潮の儀式がある。腹、胸、上腕に瘢痕をつけるこの儀式を迎えた少女らは、母親の兄か弟に体を支えられ（アベラム族は、母親の兄弟も母親と見なしている）、その肌に女たちがいろいろな意匠の傷を刻む。それが済むと女たちは、いつも男たちが使っている儀式用の空き地を占領して日が暮れるまで儀礼を営む。男たちは中に入れないので、何が行われているか知ることは出来ない。
翌日の朝、少女は頭をきれいにそり、おびただしい数の飾り物で身を飾って現れる。その日から数ヶ月間、彼女は働くことをやめ、自分の村、近所の村を一軒ずつ訪ね、ご馳走ずくめの歓待を受ける。

### 男子の成人儀礼について
一方、男子を対象とした成人儀礼も存在する。基本的にはペニスの切開手術を受け、ヤムイモ儀礼やタンバラン祭祀に新たに加入する思春期の少年が参加するが、儀礼は頻繁には行われないため手術を受けていない少年などが参加する場合もある。まず踊りが行われ、その後対象者が決定される。対象に選ばれた者たちは村から離れた森で生活を送ることとなり、選ばれなかった者たちは彼らの食事係に回る。隔離はおよそ2ヶ月にわたって行われ、隔離された者たちは白いスープを飲んで意図的に太るように努める。スープの原料はヤムイモで、これを一日4回飲むこととなる。隔離中の若者たちには狩りで仕留めた獲物やタロイモ、バナナも振る舞われる。その後若者たちは村へと戻って着飾り、踊りで儀礼を締めくくる。
しかし近年は儀式の苛烈さが幾らか緩和されていると見られる事例も報告されている。キリスト教の影響を受けたワセラ（Wosera）地区では隔離期間中でも夜間に限り若者の帰村が認められ、またかつて行われていたイラクサで若者たちを鞭打っていじめる慣習も見られなくなった。

## 関連書籍
- Kaberry, P. M.（英語版） (1941). "The Abelam Tribe, Sepik District, New Guinea." In Oceania, vol. 11, nos 3 and 4.
- Kaberry, P. M. (1941–2). "Law and Political Organization in the Abelam Tribe, New Guinea." In Oceania, vol. 12, nos 1, 3 and 4.